# Reiste
Reiste ist ein Ortsteil der Gemeinde Eslohe (Sauerland) im nordrhein-westfälischen Hochsauerlandkreis. Bis Ende 1974 bildete Reiste mit den umliegenden Orten eine eigenständige Gemeinde im Amt Eslohe. Ende 2016 hatte der Ortsteil 749 Einwohner.

## Geographie

### Lage
Reiste liegt im Osten der Gemeinde Eslohe, rund 4,5 km östlich von Eslohe. Durch den Ort fließt in südwestlicher Richtung die Reismecke, ein rechter Nebenfluss der Wenne. Die Bundesstraße 55 bildet die Hauptverkehrsachse und verläuft mittig durch den Ort. Im Nordwesten des Ortes erhebt sich der Höhenzug Reister Berge (bis 495 m).

### Nachbarorte
Nächste größere Ortschaften im Umkreis von Reiste sind Bremke (ca. 2,5 km) und Eslohe (ca. 5 km) im Südwesten, Meschede (ca. 13 km) im Norden und Schmallenberg (ca. 15 km) im Süden.
Kleinere Ortschaften sind Nichtinghausen und Herhagen im Nordosten, Landenbeck im Osten, Beisinghausen im Süden, Büemke im Nordwesten sowie Büenfeld und Erflinghausen im Norden.

## Geschichte

Wappen der ehemaligen Gemeinde Reiste

Bereits im Mittelalter besaß Reiste einen berühmten Markt, der mit dem 1231 urkundlich erwähnten Landding (Gerichtstag) des Landes Bilstein-Fredeburg verknüpft war.
Am 1. Januar 1975 wurde Reiste nach Eslohe (Sauerland) eingemeindet.

## Wappen
Blasonierung: In Rot mit silbernem Pferdekopf.

Der Pferdekopf soll an den alten Pferdemarkt in Reiste erinnern. Die amtliche Genehmigung erfolgte am 9. Januar 1967.

## Kultur und Sehenswürdigkeiten

### Bauwerke

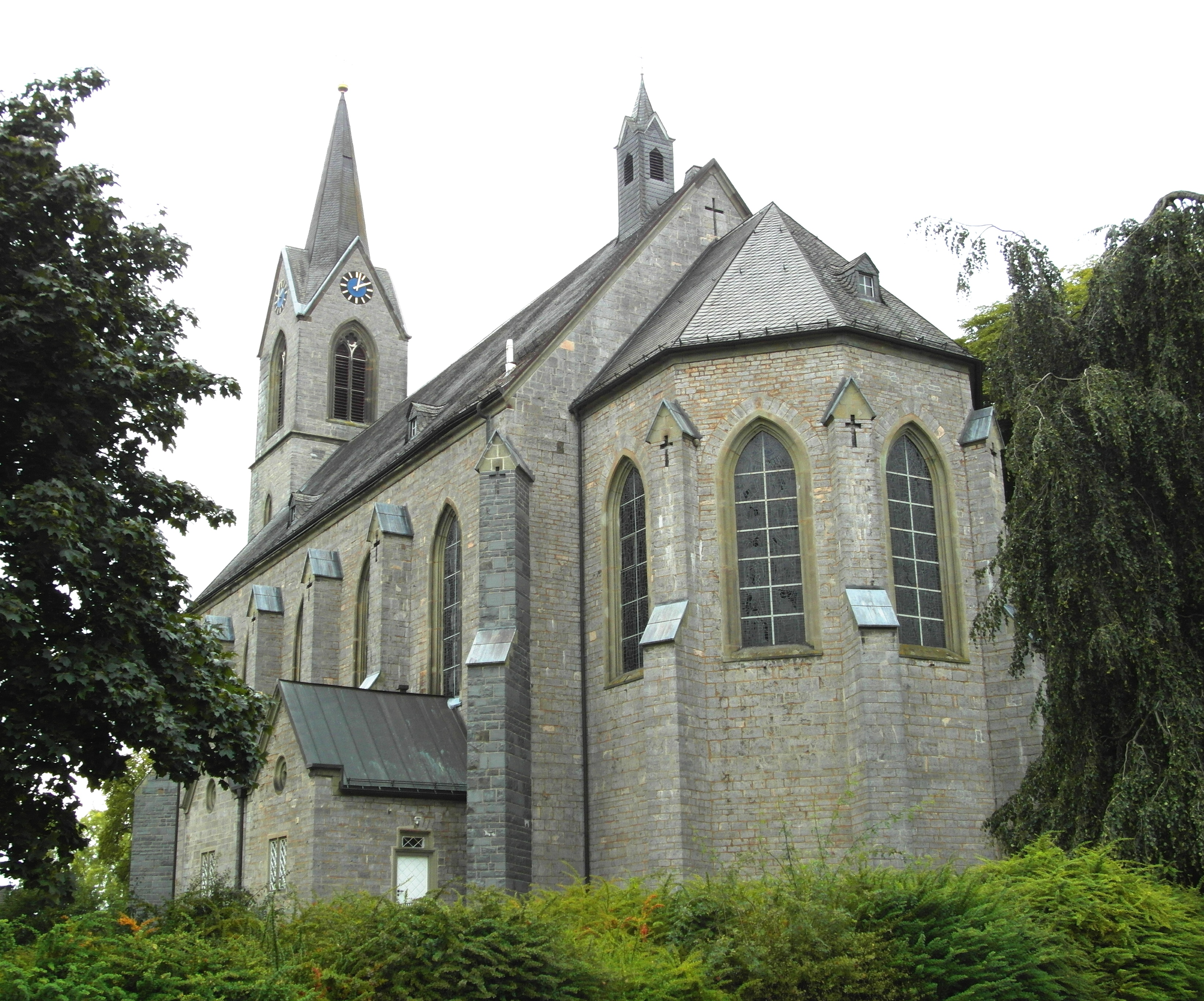
St. Pankratius, Blick vom Friedhof

#### Pfarrkirche St. Pankratius
Die unter Denkmalschutz stehende neugotische Kirche wurde 1852 eingeweiht. In der Kirche befindet sich eine sehr wertvolle und historische Kirchenorgel mit Pfeifenbestandteilen aus dem Jahr 1633. Die Orgel wurde im Jahr 2018 aufwendig restauriert und in den Zustand ihrer Erbauung von 1854 zurückgeführt.

#### Bienenstockkapelle auf dem Lohof
Die 1840 errichtete Kapelle auf dem Lohof wurde der heiligen Elisabeth von Thüringen geweiht. Erbaut wurde sie unter der Maßgabe, Bienenwachs für kirchliche Zwecke zu erzeugen. Die Imkerei wurde aber mittlerweile eingestellt.

### Naturdenkmäler
Das Naturdenkmal „Adam und Eva“ besteht aus zwei uralten Buchen am Reister Berg, etwa 1 km westlich von Reiste.

### Regelmäßige Veranstaltungen
Überregional bekannt ist der jährlich im August stattfindende Reister Markt mit der Tierschau und einem Volksfest.